# ACDSee
ACDSee bezeichnet Softwareprodukte des Unternehmens ACD Systems und meint meistens den ursprünglichen Foto-Manager ACDSee. Daneben gibt es die „ACDSee-Pro“-Reihe mit abweichender Versionierung; daraus können sich Missverständnisse ergeben, da der Leistungsumfang zum Beispiel des Bildbetrachters ACDSee 4 aus dem Jahr 2002 erheblich vom Foto-Manager ACDSee Pro 4 aus dem Jahr 2011 abweicht. Zuletzt kam noch die „ACDSee-Ultimate“-Edition heraus, durch welche die Pro-Variante mit einem Ebeneneditor ergänzt wurde, hier entspricht die Versionsnummer der Pro-Variante.

## Geschichte
Als Bildbetrachter gehört das Programm in den frühen Versionen zu den am weitesten verbreiteten seiner Art und bot bereits eine Vielzahl von Möglichkeiten zur Bildbetrachtung, -organisation und -verwaltung. Die Grundfunktionalitäten wurden seitdem in zwei Hauptbereiche aufgeteilt, den Übersichtmodus (Browser) und den Einzelbildmodus (Viewer). Version 1.0 erschien 1994 und lief bereits unter dem Betriebssystem Windows 3.1 (16-Bit nativ). Ab Version 3.0 ging die Entwicklung weg vom reinen Bildbetrachter in Richtung Bildverwaltung, was sich am Funktionsumfang und an der Dateigröße bemerkbar machte.
In den neueren Versionen sind als weitere Funktionalitäten zum Beispiel ein Bildeditor, verschiedene Ausgabeprozessoren (HTML, Powerpoint, Drucklayout etc.) sowie Datenbankfunktionen hinzugekommen.
Im September 2007 etablierte sich „ACDSee Pro“ als Professional-Variante 2 einerseits durch wesentliche Erweiterungen der Bildbearbeitung im Bildeditor, Farbmanagement, Stapelverarbeitung, IPTC- und Exif-Bearbeitung usw. besonders jedoch durch den hier implementierten RAW-Konverter.
Ab Version ACDSee Pro 2.5 (September 2008) unterstützt das Programm auch XMP.
Bedeutsamste Änderung in der Version Pro 3.0 war die neue Benutzeroberfläche mit den dahinter liegenden Bearbeitungsmodi Verwalten–Ansicht–Verarbeiten–Online. Im Verarbeitungs-Modus können dabei zum Beispiel Bilder im JPEG-Format mit den gleichen Werkzeugen und ebenso nondestruktiv bearbeitet werden, wie solche in einem Rohdatenformat.
In der Version 4.0 waren die Einführung einer Geotagging-Funktionalität sowie neben der Verbesserung des Rohdaten-Konverters die Möglichkeit, chromatische Aberrationen und Farbsäume zu korrigieren und ein geändertes Management der Metadaten wesentlich.
Mit der Version 5.0 wurden einige Verbesserungen des Rohdaten-Konverters (Default-Justagen, Schärfemaske), ein Stapelexportwerkzeug, Organisationsetiketten, ein Zeichenwerkzeug sowie einige zusätzliche Spezialeffekte hinzugefügt. ACDSee unterstützt Farbmanagement, allerdings keine CMYK-Farbprofile.
Die Version 6.0 führt neben zahlreichen Ergänzungen und Verbesserungen der Entwicklungs- sowie Verarbeitungsfunktionen (Entwicklungspinsel, Korrekturpinsel, Rauschunterdrückung, Klarheit, RAW-SW-Modus, Cross Process etc.) ein hierarchisches Modell der Stichwortdatenbank sowie eine eigenständige 64-Bit-Variante ein. Mit der neuen Farbmanagement-Architektur lassen sich Microsoft ICM oder LittleCMS als Farbmanagement-Engine auswählen.
In der Version 7.0 stehen im Entwicklungsmodus viele weitere Werkzeuge für die Entwicklungspinsel zur Verfügung, zudem werden viele neue nicht-destruktive Korrekturpinsel zur Verfügung gestellt. Außerdem werden Multi-Monitor-Setups nun sehr gut unterstützt.
Version 8 bietet im Wesentlichen einige Erweiterungen im Bearbeitenmodus. Wenige Wochen nach Erscheinen der ACDSee Pro 8 wurde mit ACDSee Ultimate 8 eine Variante der Pro 8 mit der Erweiterung des Bearbeitenmodus um Ebenenbearbeitung angeboten.
Durch die Implementation der „Lensfun“-Bibliothek stellen ACDSee Pro v9 und ACDSee Ultimate v9 Funktionen zur Entzerrung von Abbildungsfehlern von Objektiven bereit.
Seit 2011 wird ACDSee Pro auch in einer eigenständigen Variante für macOS angeboten.
ACDSee Standard ist die letzte verbliebene Version, die noch für 32-Bit-Windows bereitgestellt wird. ACDSee Ultimate und ACDSee Pro gibt es seit 2018 nur noch für 64-Bit-Windows.

## Produkte
Für den deutschen Sprachraum sind, bis auf ACDSee Pro (Mac), alle Produkte für Windows verfügbar.

### ACDSee
ACDSee Standard wendet sich an Heim- und Büroanwender. Es verfügt über Funktionen zum Ordnen von Bildern, zur Bildbearbeitung (mit Bildeffekten) und zum Online-Sharing. Es unterstützt keine Rohdatenentwicklung wie die Pro-Variante und verfügt dieser gegenüber allgemein über eine reduzierte Funktionalität.
Es bietet folgende Hauptmerkmale:
- Verwalten
- Ansicht
- Bearbeiten
- Präsentieren

### ACDSee Pro
ACDSee Pro stellt als wesentliche Erweiterung eine Umgebung für die Bildbearbeitung und Bildverwaltung mit Rohdatenentwicklung und -bearbeitung zur Verfügung. Die Software bietet dem Anwender folgende Haupt-Benutzerschnittstellen an:
- Verwalten für das Digital-Asset-Management
- Ansicht für die Bildbetrachtung
- Entwickeln für Rohdatenentwicklung
- Bearbeiten für die Fotobearbeitung
- Online für das Hochladen von Fotos auf Webspace bei ACDSee, auf einen FTP-Server oder auf Social-Media-Dienste

### ACDSee Ultimate
Im Jahr 2014 erschien eine Ultimate-Variante, die zusätzlich zu den Funktionen der Pro-Variante Ebenentechnik für den „Bearbeiten“-Modus bereitstellt. Bilder mit Ebenen können ausschließlich im proprietären .acdc-Dateiformat gespeichert werden.

### ACDSee Pro (macOS)
Die Benutzeroberfläche der macOS-Variante, die ab Mac OS X Leopard läuft, ist stark an die Windows-Variante angelehnt. Der Funktionsumfang ist in ACDSee Pro 3.7 (Mac) (Build 201) kleiner.

### ACDSee Video Converter
Der ACDSee Video Converter 4 erlaubt die Umwandlung von diversen Videoformaten in andere Formate.

### ACDSee Video Converter Pro
Der ACDSee Video Converter Pro 4 bietet zusätzlich zur Funktionalität des ACDSee Video Converter 4 auch Werkzeuge zum digitalen Auslesen („Rippen“) und Brennen von Video-DVDs sowie einfachem Videoschnitt.